# Friedenskirche (Varel)

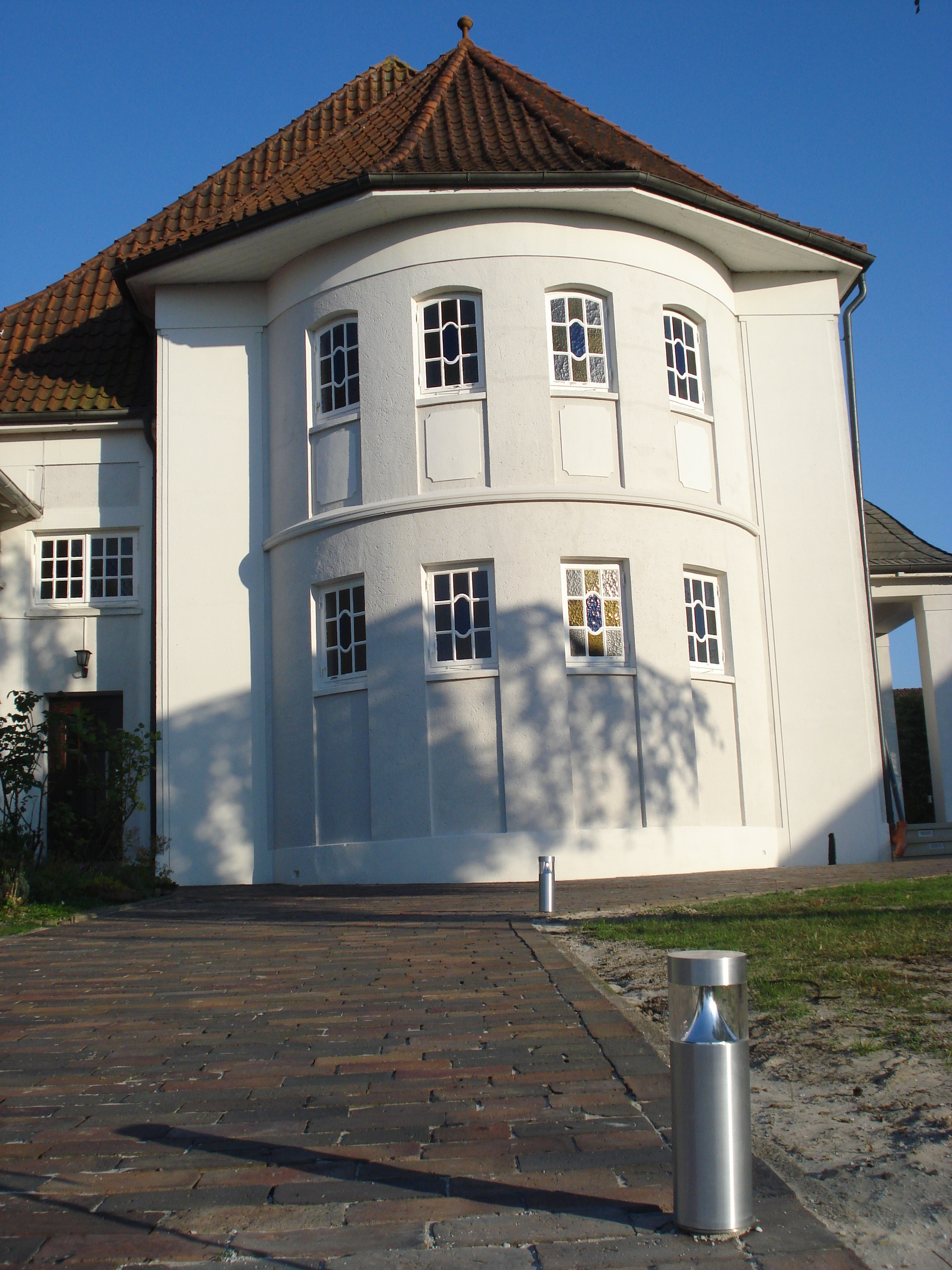
Friedenskirche der Baptistengemeinde Varel

Die Friedenskirche Varel (auch Baptistenkirche Varel) ist das Gotteshaus der Vareler Baptistengemeinde. Sie wurde am 29. Januar 1922 eingeweiht und ist ein Nachfolgebau der im Jahr 1858 errichteten Kapelle der nur zwei Jahre zuvor gegründeten Gemeinde. Die Kirche befindet sich an der Ecke Mühlenstraße / Johann-Gerhard-Oncken-Straße. Auf dem Grundstück befindet sich auch ein Wohnhaus, das heute als Kastellanswohnung dient.

## Architektur und Baugeschichte

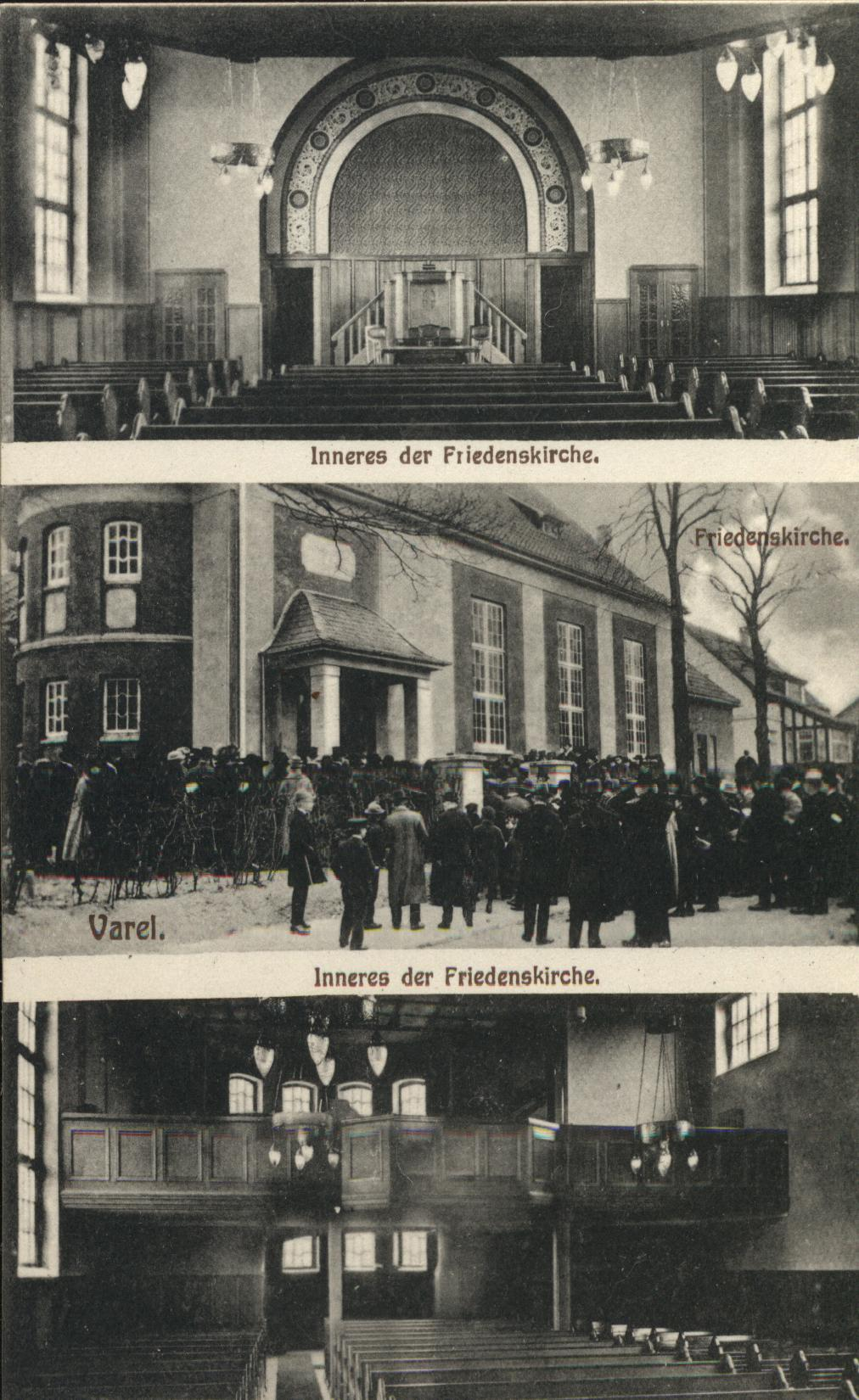
Ansichtskarte anlässlich der Einweihung der Friedenskirche

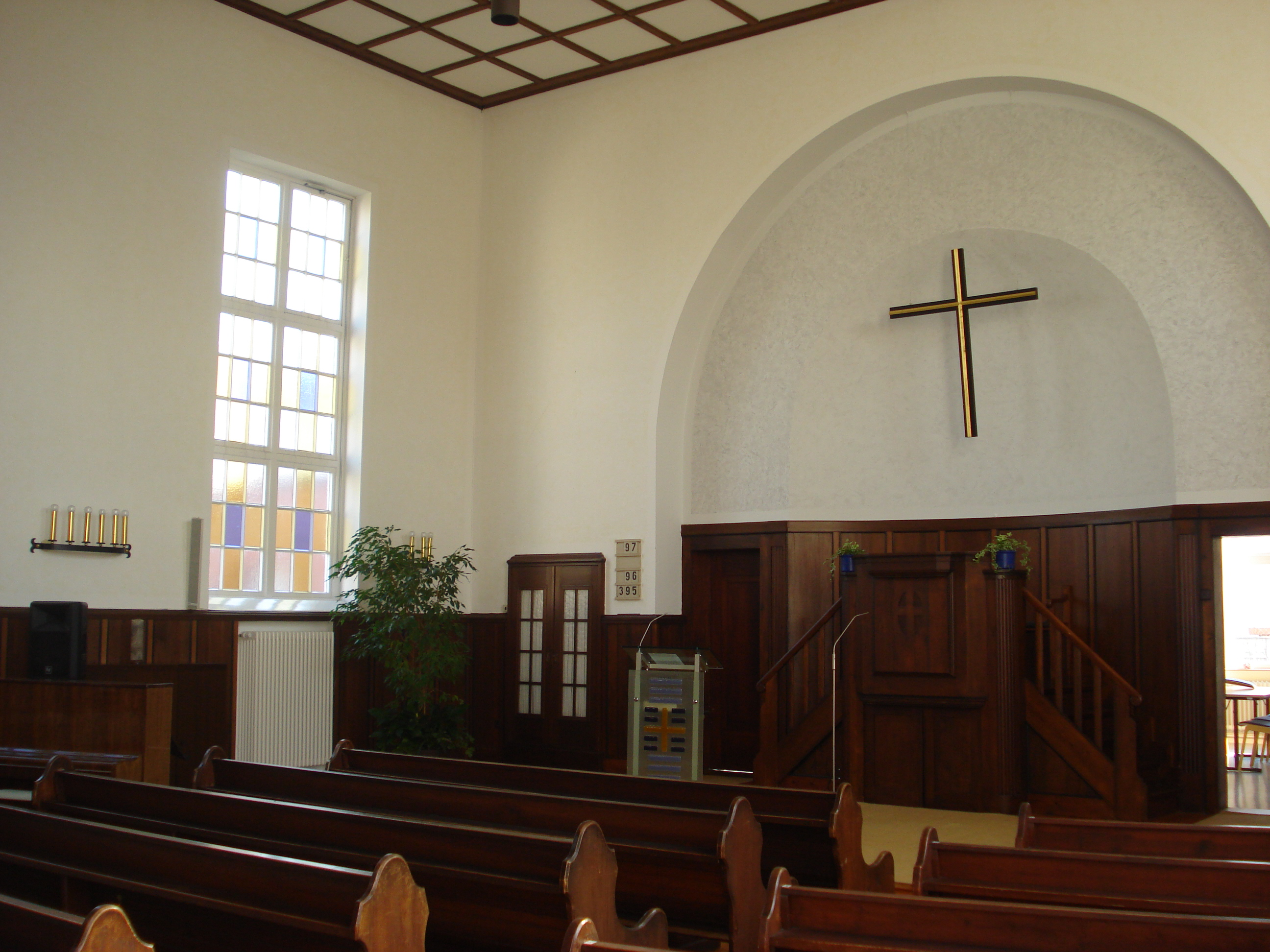
Inneres der Friedenskirche

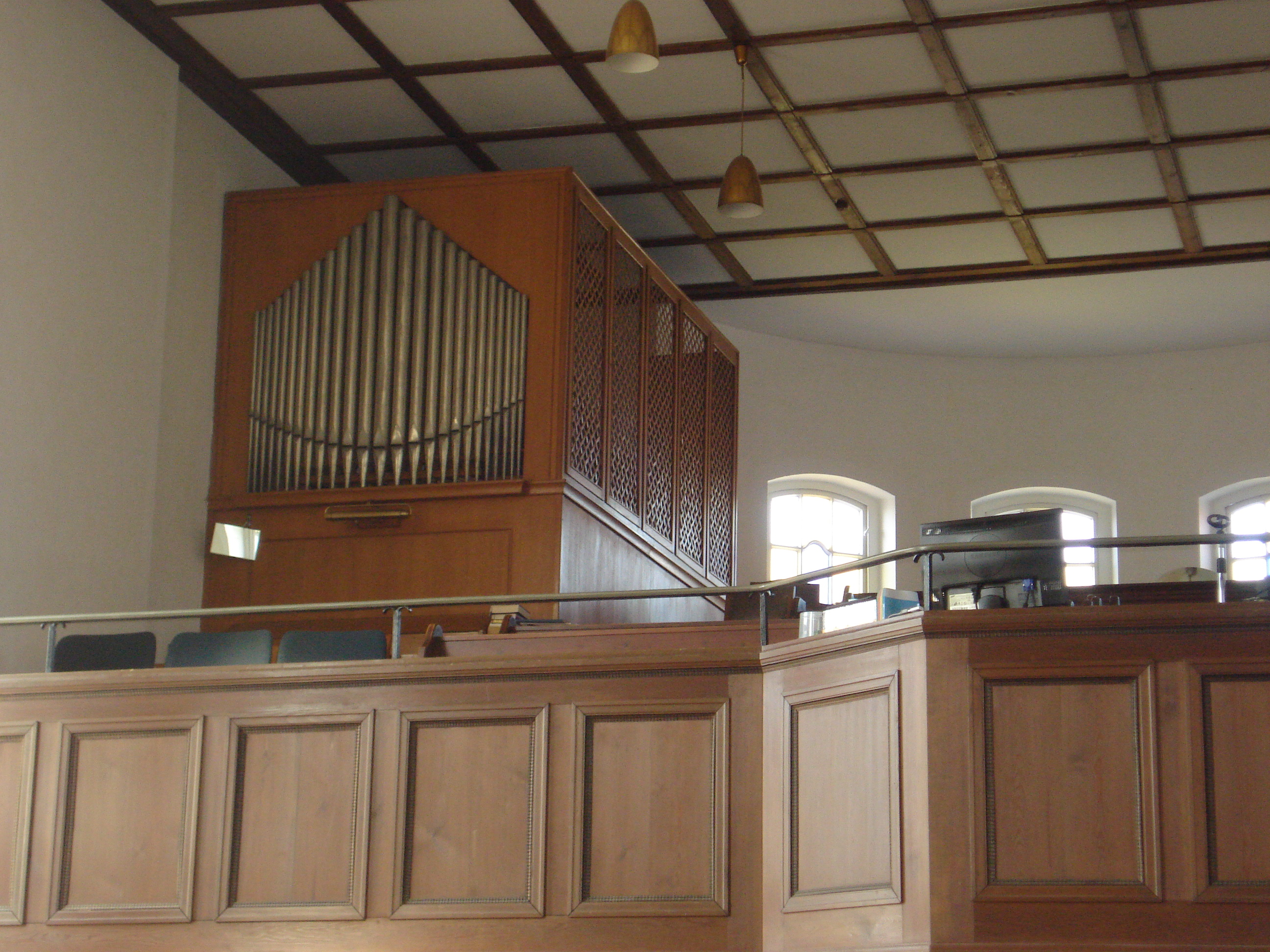
Führer-Orgel der Friedenskirche (erbaut 1954)

Die Friedenskirche ist ein Nachfolgebau der 1858 errichteten Kapelle der Vareler Baptisten. Nachdem man im ersten Jahrzehnt des 20. Jahrhunderts nur eine Erweiterung des bestehenden Gotteshauses ins Auge gefasst hatte, beschloss die Gemeindeversammlung am 12. Juli 1914 den Abbruch der bestehenden Kirche, um an ihrer Stelle einen Neubau zu errichten. Für die Durchführung des Gemeindebeschlusses wurde eine Baukommission ins Leben gerufen. Den Bauauftrag erhielt die Vareler Firma Brunken & Bohlken. Der Erste Weltkrieg, der drei Wochen nach diesem Gemeindebeschluss begann, verhinderte die Ausführung der Pläne. Erst 1919 wurden sie wieder aufgegriffen und trotz der sich anbahnenden Hyperinflation ab 1921 umgesetzt. Dazu war eine neue Baukommission unter der Leitung von Johann Schütte berufen worden. Von ihr stammten übrigens die Bauzeichnungen und der Vorschlag, „der neuen Kapelle den NamenFriedenskirche zu geben.“ Als Bezeichnung eines baptistischen Gotteshauses war dieser Name für jene Zeit durchaus ungewöhnlich. Gebräuchlich war für das Gebäude der Begriff Kapelle, beziehungsweise Baptistenkapelle. Sollte die Kapelle – was durchaus nicht immer gewünscht war – einen besonderen Namen tragen, so suchte man ihn „mit einer Vorliebe für Alttestamentliches“ im ersten Teil der Bibel. Leitmotiv war dabei die „Erlebnisgemeinschaft des Volkes Gottes“. Erst nach dem Zweiten Weltkrieg trat hier ein Wandel ein. Heute werden „Bezeichnungen aus der Christusverkündigung bevorzugt“ und mit dem Gebäudenamen Kirche verbunden. Am 29. Januar 1922 war die Friedenskirche fertiggestellt und konnte in Anwesenheit zahlreicher Gäste an diesem Tag ihrer Bestimmung übergeben werden. In einem Bericht des Wahrheitszeugen, dem offiziellen Organ des deutschen Baptistenbundes, heißt es zum Neubau des Vareler Gotteshauses u. a. 

„Die Friedenskirche ist kein Luxusbau, aber dennoch gediegen sowohl in der Ausführung als in der Grundrisslösung. Dank der Opferwilligkeit der Mitglieder konnte in einer unverhältnismäßig teuren Zeit nicht nur ein schmucker Bau, der normal 350 Sitzplätze bietet, errichtet, sondern auch finanziert werden. Es herrschte über das erreichte Ziel große Freude […]“

Im Laufe der Jahrzehnte wurde die Friedenskirche mehrfach renoviert, blieb aber in ihrer ursprünglichen Anlage weitgehend erhalten. Das Gotteshaus verfügt über zwei Zugänge. Der eine ist zur Mühlenstraße hin ausgerichtet, der andere als der eigentliche Haupteingang zur Johann-Gerhard-Oncken-Straße. Betritt der Besucher die Kirche durch den Haupteingang, gelangt er zunächst in einen größeren Vorraum. Hier befindet sich der Gemeindebüchertisch, der ein ausgewähltes Angebot an christlicher Literatur bereithält. Typisch für einen baptistischen Sakralbau ist die Garderobe, die sich auch im Vorraum der Friedenskirche befindet. „[Baptisten fühlen] sich in ihrer Kirche zuhause. Denn daheim trägt man ja auch keinen Mantel […].“ Auch die mit Namen versehenen Postfächer, die sich im Vorraum der Friedenskirche befinden, gehören zu den typischen Ausstattungsmerkmalen eines evangelisch-freikirchlichen Gotteshauses. Jedes Gemeindemitglied verfügt hier über ein eigenes Fach, in dem sich unter anderem die abonnierten Zeitschriften, persönliche Nachrichten, Sitzungsprotokolle und Einladungen zu besonderen Veranstaltungen befinden. Ein Nebeneffekt: Quillt ein Postfach über, wissen die Gemeindeverantwortlichen, dass der Postfachinhaber längere Zeit nicht mehr die Gottesdienste besucht hat.

## Orgel
Für die Friedenskirche baute die in Kirchheide bei Lemgo ansässige Firma Klassmeier im Jahr 1922 eine zweimanualige Orgel mit sieben Registern. Das heutige Instrument stammt aus der Wilhelmshavener Werkstatt von Alfred Führer. Sie wurde 1954 erbaut und verfügt elf Register auf zwei Manualen und Pedal.

## Vorgängerbau

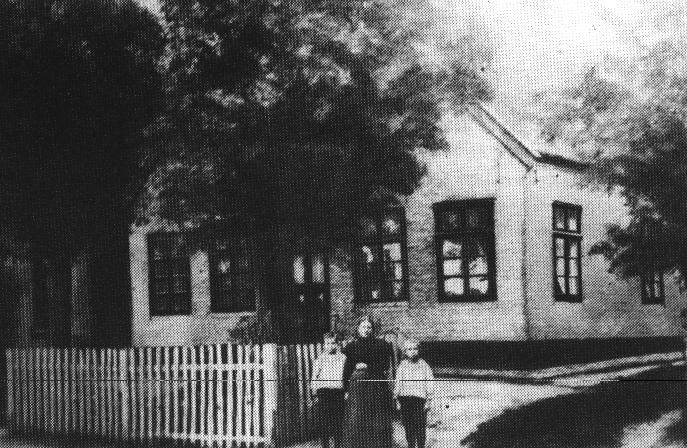
Haus Schütte, Mühlenstraße 43

Vorgängerkirche der Friedenskirche Varel

Bis 1858 fanden die gottesdienstlichen Versammlungen der Vareler Baptisten im Haus des Schiffers Wilm Schütte statt. Durch das starke Gemeindewachstum wurde schon bald nach der 1856 erfolgten Gemeindegründung der Plan gefasst, ein eigenes Gotteshaus zu errichten. Bereits am 25. Juli 1858 konnte die erste Vareler Baptistenkirche ihrer Bestimmung übergeben werden. Sie war im Wesentlichen baugleich mit dem ebenfalls 1858 errichteten Bethaus der jeverschen Baptisten. Beide Gotteshäuser standen wohl auch Modell für die Oldenburger Baptistenkirche an der Wilhelmstraße, die heute der jüdischen Gemeinde Oldenburg als Synagoge dient.

## Gemeindegeschichte
In der Geschichtsschreibung des deutschen und kontinentaleuropäischen Baptismus spielt die in der Nähe des Jadebusens gelegene Stadt Varel eine besondere Rolle. Sie ist der Geburtsort des baptistischen Kirchengründers Johann Gerhard Oncken, der hier am 31. Januar 1800 als uneheliches Kind das Licht der Welt erblickte. An ihn erinnern neben einem Straßennamen zwei Gedenktafeln. Die eine befindet sich am Standort seines Geburtshauses in der Langen Straße (heute: Geschäftshaus Hruschka), die andere im Vareler Café Hotel Viktoria, wo Oncken in seiner Jugend als Billardjunge arbeitete. Der Heimatforscher Wilhelm Kuck nennt ihn „einen der bedeutendsten Söhne“ Varels.
Die eigentliche Geschichte der Vareler Baptisten beginnt allerdings erst 43 Jahre nach der Geburt Onckens. Der religiös erweckte Wilm Schütte, ein Schiffer aus Weserdeich zog nach Varel und erwarb für sich und seine Familie das an der Mühlenstraße 43 gelegene Wohnhaus. Ihr Dienstmädchen Anna Buhr war bereits gläubig getauft und hatte Kontakte zur jungen baptistischen Bewegung im Oldenburger Land. Es entstanden Verbindungen zur Oldenburger (gegründet 1837) und zur jeverschen Gemeinde (gegründet 1840). Die erste Baptistentaufe in Varel wurde zu Pfingsten 1843 von dem Oldenburger Gemeindeältesten Carl Weichardt vollzogen. Bei vier der fünf Täuflinge handelte es sich um Mitglieder der bereits genannten Familie Schütte. Taufort war wahrscheinlich der Zusammenfluss der Nordender und Südender Leke. Die Anfänge in Varel wurden von der Baptistengemeinde Jever aus begleitet. Für die Durchführung der gottesdienstlichen Versammlungen trugen vor allem Johann Ludwig Hinrichs und Anton Friedrich Remmers Verantwortung. Alsbald entstanden – nicht zuletzt durch das missionarische Engagement der Genannten – weitere Predigtstationen, so zum Beispiel in Jaderberg, Beckhausen, Wapeldorf und Spohle.
Im Jahr 1853 nahm der aus Stettin stammende Baptistenprediger August Friedrich Wilhelm Haese seinen Wohnsitz in Varel. 1855 heiratete er die Baptistin Metta Margaretha Schütte. Ihre Trauung, die aufgrund des am 31. Mai 1855 erlassenen Gesetzes über die Civil-Ehe im Lande Oldenburg möglich geworden war, war die erste zivilrechtliche Eheschließung im Großherzogtum Oldenburg. Während seines 44-jährigen Dienstes als Vareler Baptistenpastor taufte Haese mehr als 200 Menschen. Am 20. Juli 1856 konstituierten sich die Vareler Baptisten als selbständige Gemeinde und lösten sich damit von der Muttergemeinde in Jever.
2011 gehörten 82 gläubig getaufte Mitglieder zur Gemeinde.